# Gonomyia (Leiponeura) trepida
Gonomyia (Leiponeura) trepida is een tweevleugelige uit de familie steltmuggen (Limoniidae). De soort komt voor in het Oriëntaals gebied.